# Либеральная партия (Испания)
Либеральная партия (исп. Partido Liberal, PL) — либеральная (вначале левоцентристская, затем правоцентристская) партия, действовавшая в Испании с 1880 по 1931 годы. С момента создания и вплоть до переворота генерала Мигеля Примо де Риверы, установившего в 1923 году в стране военную диктатуру, либералы являлись частью созданной Антонио Кановасом дель Кастильо, в рамках которой две «официальные», так называемые «династические» партии, правоцентристская Либерально-консервативная и левоцентристская Либеральная должны были по очереди сменять друг друга у власти, не допуская перерастания противоречий между ними в политический кризис, грозивший стране очередной гражданской войной.

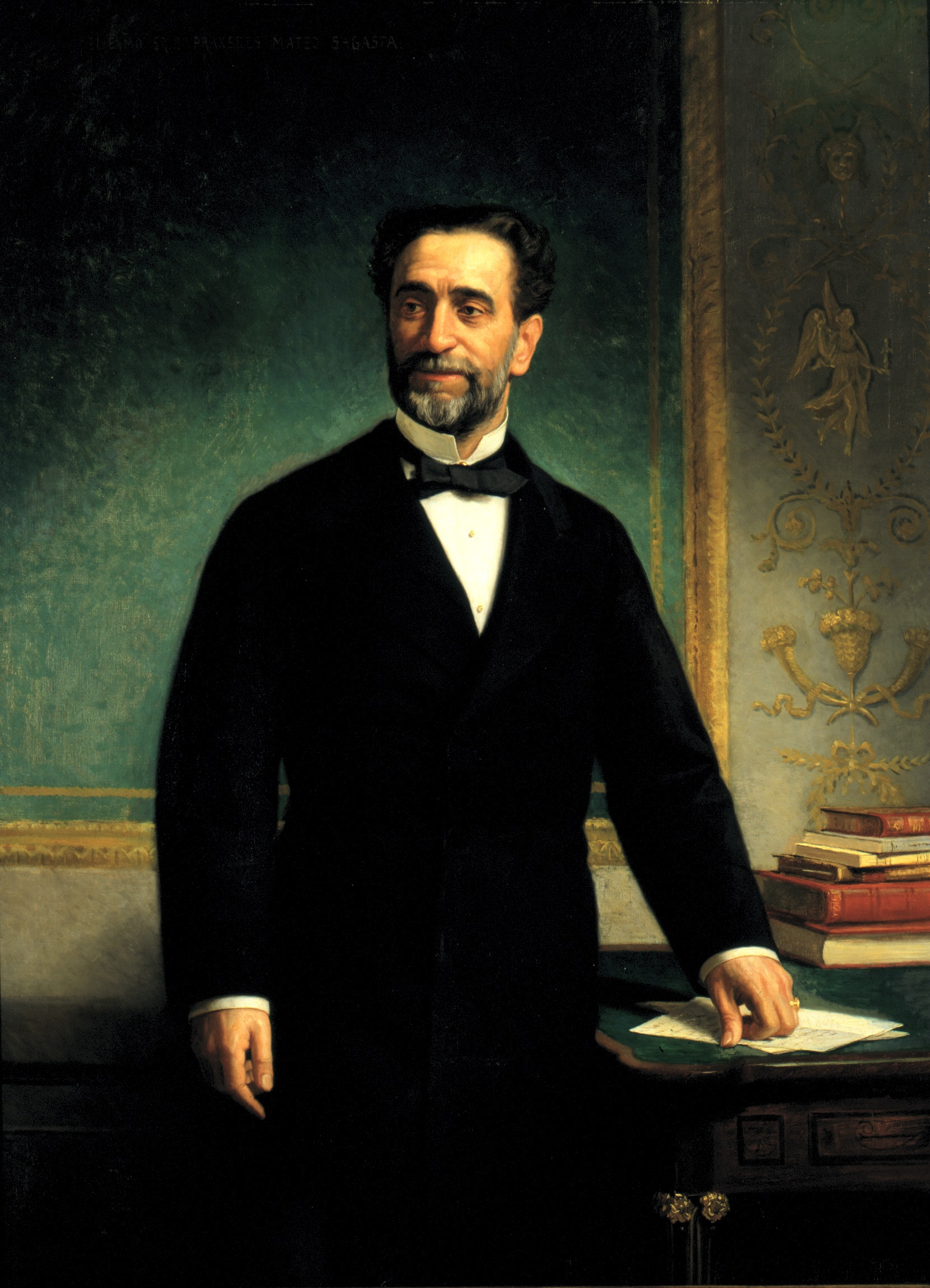
Портрет Пракседеса Матео Сагасты, основателя и первого лидера Либеральной партии

## Идеология
Политическая программа либералов с самого начала включала в себя введение всеобщего избирательного права для мужчин (реализовано Сагастой в 1890 году), деклерикализацию и разделение властей. Хотя Либеральная партия и может быть классифицирована как династическая, то есть выступавшая в защиту монархии и царствующей династии, она в то же время выступала за либерализацию и демократизацию, нередко включая в свои ряды людей с умеренно-республиканскими взглядами, таких как Эмилио Кастелар, или впоследствии ставших республиканцами, как, к примеру, Нисето Алькала Самора-и-Торрес, первый премьер-министр (1931) и первый президент (1931—1936) Второй республики.

## История

### Предыстория
В 1871 году, после смерти генерала Хуана Прима, возглавляемая им Прогрессистская партия раскололась. Правое крыло вместе с некоторыми членами Либерального союза организовали Конституционную партию (исп. Partido Constitucional) под руководством генерала Франсиско Серрано и Пракседеса Матео Сагасты. К новой партии помимо монархистов-конституционалистов Серрано и Сагасты, выступавших за сохранение Конституции 1869 года, примкнули прогрессисты из Радикальной партии Мануэля Руиса Соррильи и часть умеренных республиканцев, в том числе, «посибилисты» Эмилио Кастелара, а также ряд военных деятелей.
После восстановления монархии в 1874 году конституционалисты вновь разделились. Правая фракция во главе с Мануэлем Алонсо Мартинесом приняли нового короля Альфонсо XII и новую Конституцию, присоединившись к Либерально-консервативной партии Антонио Кановаса дель Кастильо. Остальная часть партии во главе с Сагастой остались верны Конституции 1869 года. Только в 1880 году конституционалисты согласились с новой династией и новой конституцией. Тогда же они приняли предложенную Кановасом дель Кастильо двухпартийную систему.

### Лидерство Сагасты
Первые после реставрации Бурбонов выборы в 1876 и 1879 годах уверенно выиграла Либерально-консервативная партия, получив оба раза 75—80 % мест в Конгрессе депутатов, нижней палате испанского парламента. Но находясь у власти пять лет подряд консерваторы в конце концов оказались в кризисе. В 1878 году её покинул «Парламентский центр», группа сторонников политика и юриста Мануэля Алонсо Мартинеса, автора испанского Гражданского кодекса, вернувшись в ряды Конституционной партии, из которой они вышли в 1875 году. В 1880 году к конституционалистам примкнул со своими последователями генерал Арсенио Мартинес де Кампос. Вслед за ним в Конституционную партию вступила группа видных деятелей окончательно развалившейся Умеренной партии, не нашедшие себе места среди консерваторов, такие как Хосе Мария Альварес де Толедо-и-Акунья. После этого Конституционная партия была переименована в Либеральную объединившуюся (исп. Partido Liberal-Fusionista). В январе 1881 года лидер либералов Сагаста предложил королю Альфонсо XII передать правительство в руки его партии. Король согласился и 8 февраля 1881 года Сагаста впервые возглавил Совет министров.

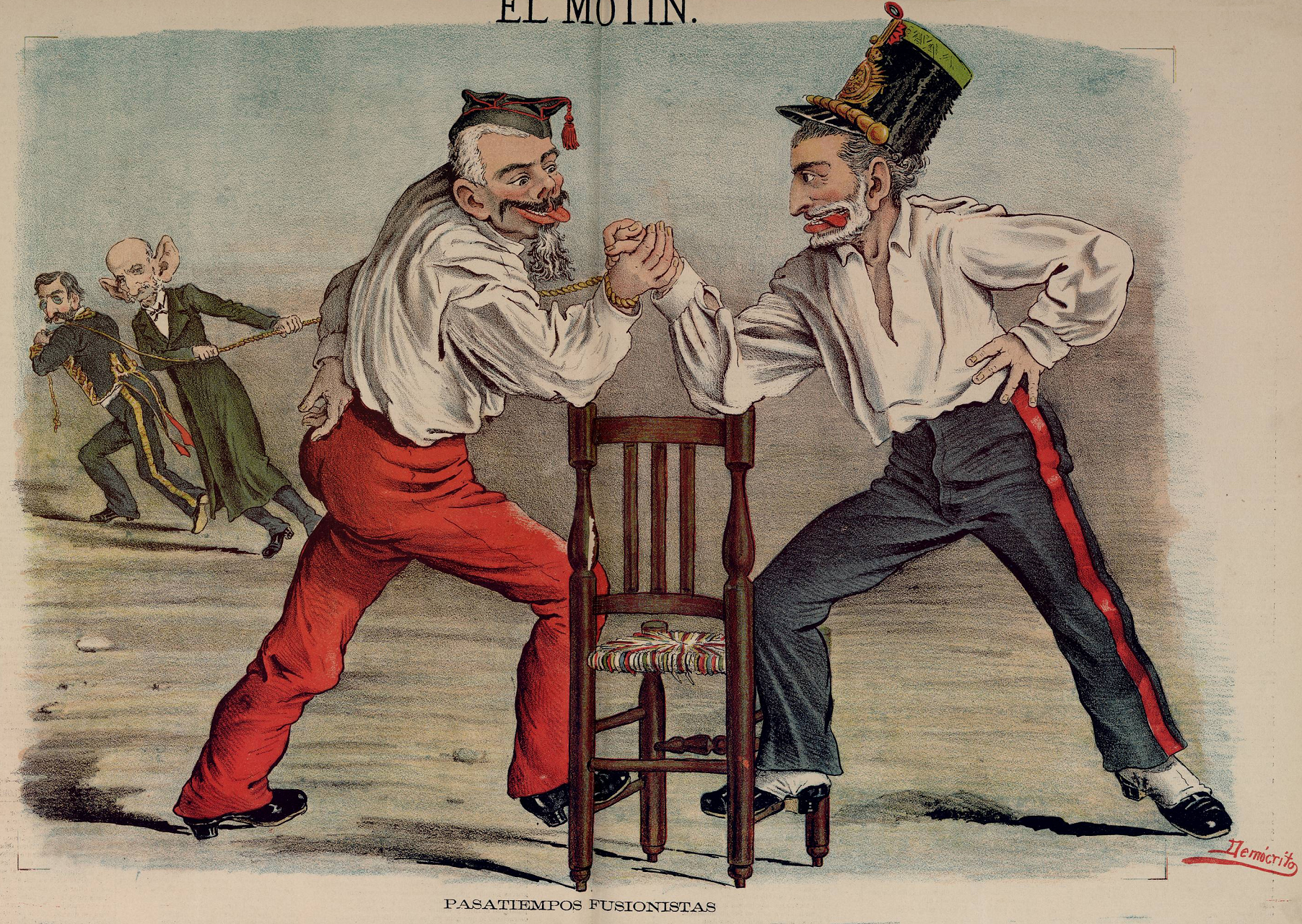
«Хобби „фузионистас“», карикатура на Мартинеса де Кампоса и Сагасту работы Эдуардо Сохо, опубликованная в El Motín 10 июля 1881 года.

Парламентские выборы 1881 года либералы уверенно выиграли, завоевав почти 3/4 мест в Конгрессе депутатов и тем самым увеличив своё представительство в парламенте более чем в 5 раз. Впрочем, выборы лишь формально носили характер конкурентных, на деле они были проведены в соответствии с незадолго до этого разработанным Антонио Кановасом дель Кастильо планом «Мирный поворот» (исп. El Turno Pacífico). Согласно ему в Испании создавалась двухпартийная система, в рамках которой «династические» партии должны были по очереди сменять друг друга у власти. Главная цель «Мирного поворота» было не допустить перерастания борьбы партий, лояльных королю и династии, за власть в политический кризис, грозивший стране очередной гражданской войной. Выбор между партиями должен был делать король, после чего политикам оставалось лишь оформить победу нужной партии. «Мирный поворот» полностью исключал возможности победы на выборах любых партий, кроме «династических». Это достигалось местными боссами, прозванными «касиками» (исп. caciques), как с помощью подкупа и давления на избирателей, так и путём фальсификации выборов.
Начиная с 1881 года двухпартийная система, сформированная в Испании Кановасом и Сагастой много лет обеспечивала стабильность политической системы, пока в начале XX века не стала давать сбои из-за нарастания разногласий между двумя основными партиями и растущей активности электората, всё больше склоняющегося в сторону республиканцев, социалистов и региональных автономистов.
Таким образом, выборы 1881 года фактически стали лишь формальным оформлением перехода власти к Либеральной партии, на деле произошедшего ещё в феврале того же 1881 года. Впрочем, партия оставалась у власти сравнительно недолго. 13 октября 1883 года Сагаста был вынужден покинуть пост премьер-министра. Новым главой правительства при поддержке либералов стал Хосе Посада Эррера, бывший лидер Либерального союза, к тому времени примкнувший к партии Династическая левая, созданной в 1881 году на базе левого крыла конституционалистов во главе с Серрано при участии умеренных демократов Кристино Мартоса и Сехисмундо Морета.
На выборах 1884 года Либеральная партия выступила не очень удачно, главной причиной чего стала серьёзная конкуренция со стороны Династической левой, по своим взглядам близкой к либералам, но более левой и прогрессивной. Обе партии получили по 38 мест в Конгрессе депутатов. Впрочем, этот успех левых либералов стал первым и последним. Вскоре Династическая левая начинает разваливаться. Первым из видных деятелей её покинул Сехисмундо Морета, в том же 1884 году перешедший в Либеральную партию. В результате в преддверии выборов 1886 года Династическая левая решила вступить в альянс с либералами и вскоре была фактически поглощена ими.
24 ноября 1885 года, накануне ожидаемой смерти короля Альфонсо XII, Кановас от имени консерваторов и Сагаста от имени либералов подписали так называемый «Пакт Эль-Пардо» (исп. Pacto de El Pardo). Это соглашение предусматривало плавный переход власти от одной партии к другой с целью обеспечить стабильность режима, оказавшегося под угрозой из-за тяжёлой болезни монарха. 25 ноября 1885 года, за три дня до своего 28-летия, король умирает от туберкулёза и 27 ноября Кановас подаёт в отставку. В тот же день новым председателем Совета министров Испании становится Сагаста. Как и предполагалось «Пактом Эль-Пардо» выборы 1886 года выиграла Либеральная партия.
После смерти короля регентом стала королева Мария Кристина, которая будучи неопытной в политике, сделала своим советником Сагасту, со временем установив с ним близкую дружбу. Роль Марии Кристины в системе правительства была представительская, поскольку она не участвовал в борьбе между партиями, стараясь лишь соблюдая очерёдность при определении нового премьер-министра. Близость королевы к Сагасте обеспечило политику и его партии длительные периоды правления.
Конгресс депутатов, избранный в 1886 году, проработал 4 года и 7 месяцев. Это был самый длинный срок полномочий нижней палаты парламента в истории Испании, так что этот период был назван Долгий парламент (исп. Parlamento largo). Лидер либералов Матео Сагаста занимал должность главы правительства вплоть до 5 июля 1890 года. За время Долгого парламента либералам удалось в 1887 году добиться утверждения Закона об ассоциациях, который легализовал профсоюзы и политические партии, а также ввести всеобщее избирательное право, правда только для мужчин старше 25 лет.
23 мая 1889 года либералы инициировали в Конгрессе депутатов официальное обсуждение проекта нового избирательного законодательства, согласно которому право голоса получали большинство взрослых мужчин. Более года в парламенте обе ведущие партии вели ожесточённые дискуссии по поводу избирательной реформы. Наконец, 26 июня 1890 года либералам удалось добиться введения всеобщего избирательного права для мужчин старше 25 лет. Победа далась тяжело и вызвала падение кабинета во главе с Сагастой. 5 июля 1890 года новым председателем Совета министров стал консерватор Кановас, вскоре объявивший о роспуске парламента. В результате реформы избирательного законодательства количество избирателей в Испании выросло почти в 7 раз. Впрочем, на итогах голосования это сказалось мало. Созданная Кановасом ещё в начале 1880-х годах двухпартийная система продолжала действовать, обеспечивая стабильность режима.
В 1891 году в Испании вновь сменилась власть, на выборах того же года победу одержали консерваторы. Впрочем, не прошло и полутора лет, как либералы вернулись к власти, во многом благодаря конфликту внутри Либерально-консервативной партии. В результате победителями выборов 1893 года стали либералы. Несколько месяцев спустя, умеренный республиканец Эмилио Кастелар, выступавший за демократизацию режима изнутри, объявил о роспуске созданной Демократической партии и призвал своих сторонников, так называемых «посибилистов» (исп. posibilista), присоединиться к Либеральной партии.
На время уже пятого по счёту прихода к власти Сагасты выпало начало Войны за независимость Кубы (24 февраля 1895 года), которая вскоре привела к падению либерального кабинета. Уже 17 марта Сагаста был вынужден уйти в отставку из-за нападений на редакции газет «Резюме» (исп. El Resumen) и «Глобус» (исп. El Globo), критиковавших военные назначения властей на Кубе. Вторым следствием кубинской войны стало возвращение в политику Эмилио Кастелара, который во главе группы независимых республиканцев-«посибилистов» принял участие в новых выборах, завершившихся предсказуемым поражением либералов.
Хотя испанским властям почти удалось подавить движение за независимость Кубы и начавшегося позднее филиппинского восстания, ситуация резко изменилась в худшую для Испании сторону после вмешательства США и начала Испано-американской войны. Внутри самой Испании также нарастали противоречия. Отправка войск на Кубу сопровождалась протестами с участием республиканцев, многие из которых поддерживали стремление колоний добиться большей свободы. Кампания террора против чиновников и проправительственных политиков, развязанная анархистами, увенчалась убийством премьер-министра Антонио Кановаса 8 августа 1897 года. Хотя консерваторам и удалось удержаться у власти но не надолго. 4 октября Совет министров уже в шестой раз возглавил Сагаста. Выборы в марте 1898 года завершились победой либералов.
Именно либералам выпало вести переговоры с США о мире, после скоротечной войны, закончившейся быстрым поражением Испании. 12 августа 1898 года было заключено перемирие, а уже в декабре того же года был подписан Парижский мирный договор, по которому страна была вынуждена отказаться от своих последних колоний в Вест-Индии, Азии и Тихоокеанском регионе. В результате уже 28 февраля 1899 года либеральное правительство ушло в отставку, после чего партия проиграла и выборы. Ситуацию для либералов усложнил и раскол. В 1898 году её со своими сторонниками покинул Херман Хамасо-и-Кальво. Политик, ранее 4 раза занимавший в либеральных кабинетах посты министра, решил участвовать в выборах 1899 года самостоятельно.
В 1901 году Сагаста в седьмой раз становится главой правительства. На выборах того же года Либеральная партия смогла набрать более 60 % мест в Конгрессе депутатов, даже несмотря на конкуренцию со стороны либералов-«хамасистас» и независимых либералов. В том же 1901 году, уже после выборов, умирают Херман Хамасо и либералы-«хамасистас», которых после смерти лидера возглавил его зять (муж сестры) Антонио Маура (впоследствии пятикратный премьер-министр Испании), продолжая свой дрейф направо в 1902 году присоединились к Либерально-консервативной партии.
В январе 1903 года скончался Пракседес Матео Сагаста, основатель и многолетний лидер Либеральной партии, неоднократно занимавший пост главы испанского правительства, ушедший в отставку незадолго до своей смерти.

### Лидерство Монтеро Риоса

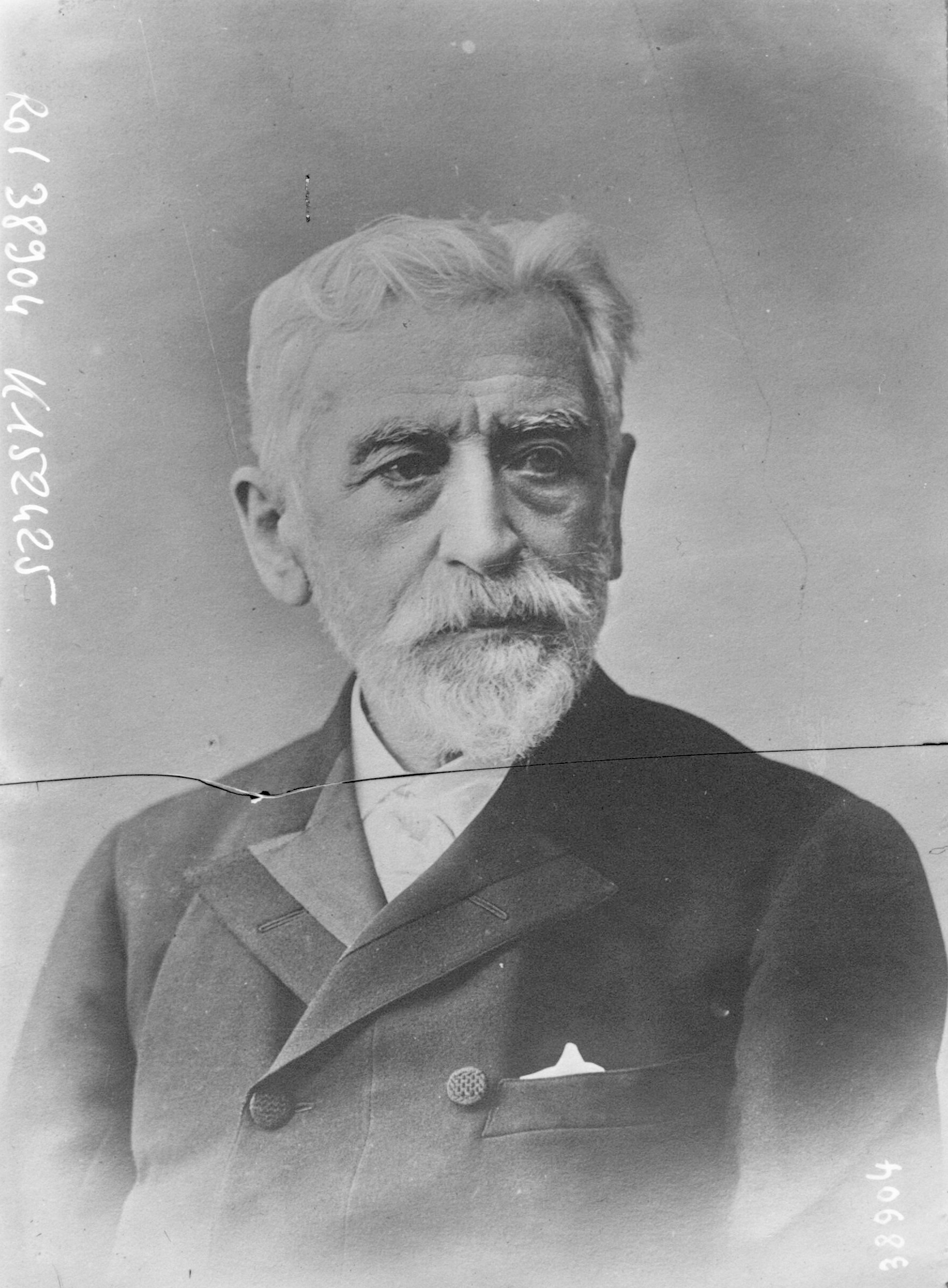
Эухенио Монтеро Риос в 1914 году

После смерти Сагасты новым лидером Либеральной партии стал Эухенио Монтеро Риос, ранее занимавший посты министра при короле Амадео I и во время при регентства Марии Кристины, а также побывавший во главе Верховного суда и Сената Испании. Ещё при жизни Сагасты в Либеральной партии обострились внутренние противоречия, приведя к ожесточённой борьбе между умеренным крылом во главе с Сехисмундо Моретом и левыми либералами Антонио Агилара и Хосе Каналехаса. Борьба зашла так далеко, что Каналехас в 1902 году даже покинул партию, создав собственную организацию, Монархическо-демократическую партию (исп. Partido Democrático Monárquico, PDM). В борьбе Монтеро Риоса и Морета за лидерство левые оказались на стороне первого.
Выборы 1903 года уверенно выиграли консерваторы, завоевав более половины мест в Конгрессе депутатов, чему не помешал давний внутренний конфликт, приведший к тому, что на выборах консерваторов уже не первый год представляли сразу три списка. Ожесточённая борьба за лидерство в Либерально-консервативной партии, начатая после отхода от дел и скорой смерти её прежнего лидера, Франсиско Сильвелы-и-Ле Веллёз, одного из самых крупных политических и государственных деятелей Испании конца XIX — начала XX века, в итоге привела к новому расколу партии и падению консервативного кабинета.

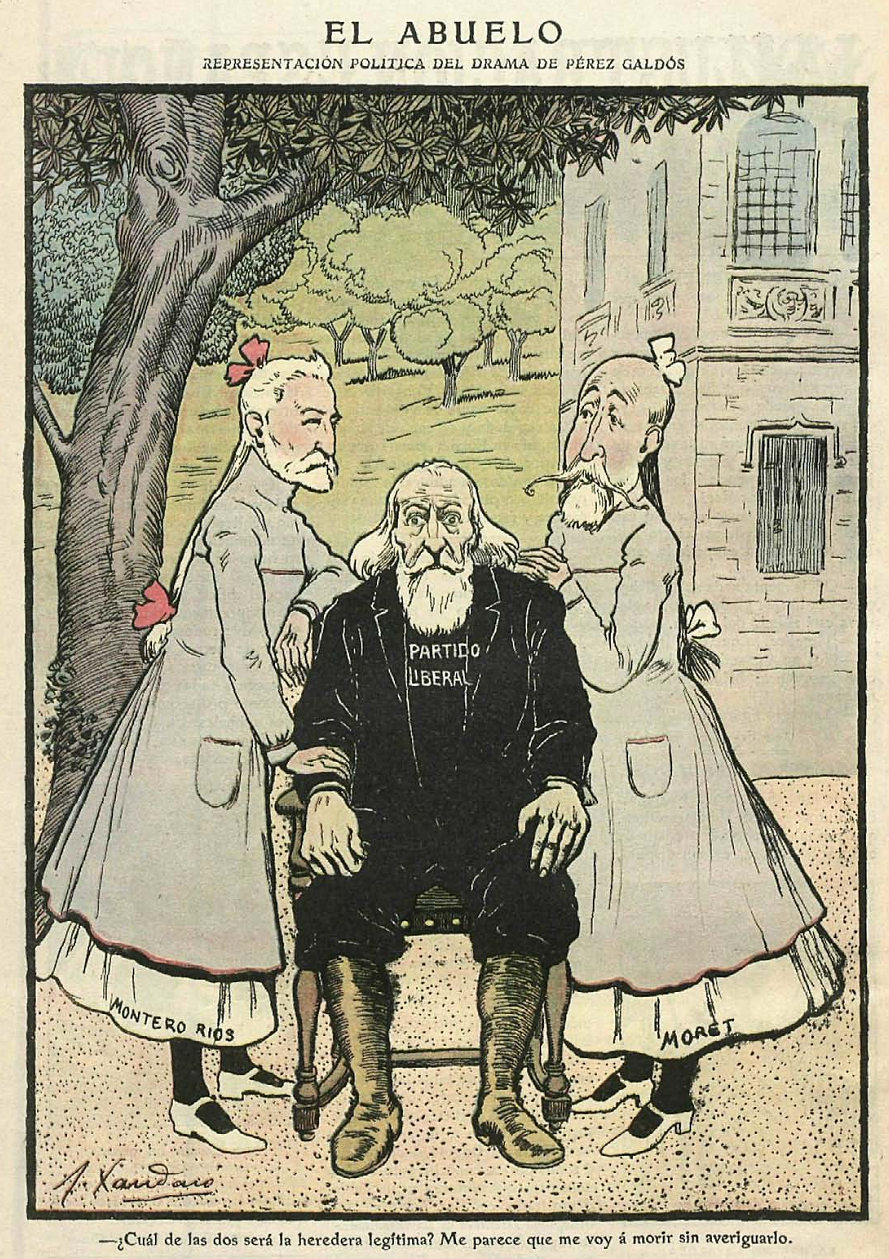
Карикатура на Эухенио Монтеро Риоса и Сехисмундо Морета работы Хоакино Ксаударо, опубликованная в журнале Gedeón 26 февраля 1904 года.

23 июня 1905 года председателем Совета министров был назначен Монтеро Риос. В выборах в сентябре того же года либералы приняли участие единым списком с демократами Каналехаса. Впрочем, левые либералы оказались у власти ненадолго. 25 ноября военные напали на редакции каталонских еженедельников ¡Cu-Cut! и La Veu de Catalunya, опубликовавшими незадолго до этого антимилитаристские карикатуры. Нападение, вошедшее в историю как «Инцидент ¡Cu-Cut!», имело большой резонанс как в Каталонии, так и по всей Испании, приведя к серьёзному политическому кризису. Король Альфонсо XIII отказался наказать виновных и Монтеро Риос ушёл в отставку. Новым главой кабинета стал его давний оппонент, лидер умеренного крыла Либеральной партии Сехисмундо Морет, согласившийся принять Акт о юрисдикции (исп. Ley de Jurisdicciones) по которому все преступления «против страны или армии» передавались в юрисдикцию военной юстиции.
«Инцидент ¡Cu-Cut!», отставка Монтеро Риоса и принятие Акта о юрисдикции лишь обострили борьбу в либеральном лагере, приведя к частой смене премьер-министров. 6 июля 1906 года правительство Испании возглавил генерал Хосе Лопес Домингес, которого поддержали как большая часть либералов, так и демократы. 20 ноября того же 1906 года к власти вернулся умеренный Сехисмундо Морет, но уже 4 декабря его во главе Совета министров сменил лидер левого крыла либералов Антонио Агилар. Он руководил правительством до 25 января 1907 года, после чего власть перешла в руки консерваторов.

### Лидерство Морета и Каналехаса

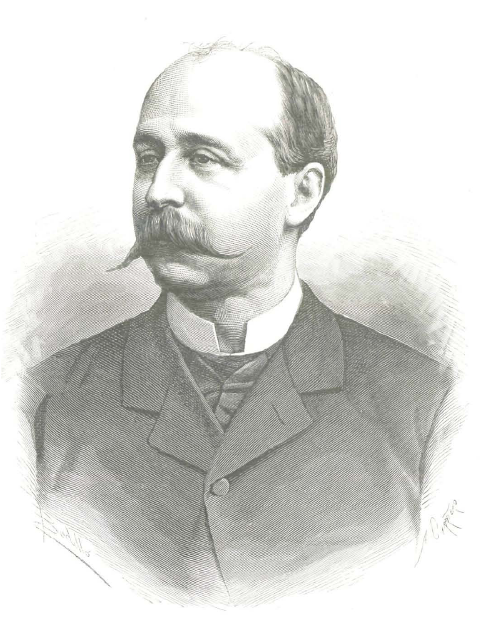
Сехисмундо Морет-и-Прендергаст

После того как борьбу за лидерство в Либеральной партии выиграл Морет, демократы (Монархическо-демократическая партия, созданная левым либералом Хосе Каналехасом) разорвали свой союз с либералами и пошли на выборы 1907 года самостоятельно. В то время как Либеральная партия переживала новый раскол, консерваторы, наоборот, сумели преодолеть внутренние разногласия и впервые с 1886 года шли единым списком. Новым премьер-министром Испании стал консерватор Антонио Маура.
Неудачи по ходу Испано-марокканской войны 1909 года и Антимилитаристское восстание в Каталонии, известное как «Трагическая неделя», жестоко подавленное властями, привели к антиправительственной кампании «Маура нет», в которой приняли участие и либералы и республиканцы. Совместными усилиями они добились в октябре 1909 года отставки кабинета Мауры, власть вновь перешла в руки Либеральной партии. К этому времени либералам удалось восстановить своё единство. Демократы вернулись в лоно Либеральной партии, Монархическо-демократическая партия была распущена, а новым премьером и лидером либералов стал Хосе Каналехас. Выборы 1910 года либералы уверенно выиграли, завоевав более половины мест в Конгрессе депутатов.
За почти 3,5 года во главе правительства Хосе Каналехас попытался осуществить широкую программу реформ с целью установления в Испании подлинной демократии. Было реформировано избирательное законодательство, в том числе для ограничения власти местных политических боссов (касиков), принято решение о создании Каталонского содружества, в образовании проводилась политика на ослабление влияния католической церкви. Также при Каналехасе был упразднён потребительский налог, введена обязательная военная служба, ограничены религиозные ордены, улучшено социальное законодательство. Начаты переговоры с Францией, завершившиеся уже после смерти премьера установлением испанского протектората в Марокко. В то же время в период правления Каналехаса властям дважды пришлось применять силу внутри страны, в 1911 году при подавлении попытки республиканского мятежа и в 1912 году для прекращения забастовки железнодорожников.
12 ноября 1912 года Каналехаса был смертельно ранен анархистом Мануэлем Пардиньясом в центре Мадрида.

### Лидерство графа Романонес

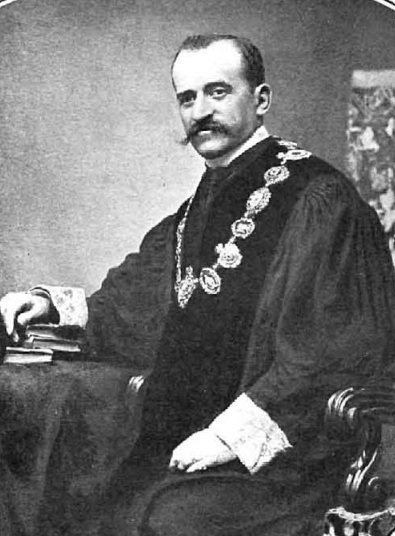
Граф Романонес (1911).

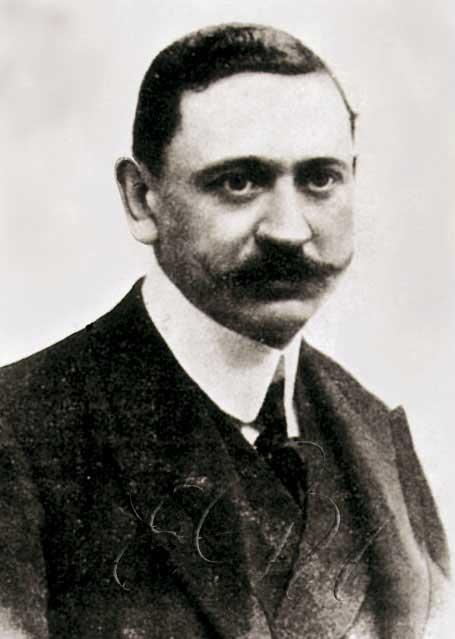
Мануэль Гарсия Прието.

Смерть Каналехаса привела к борьбе за лидерство в Либеральной партии. Три дня обязанности председателя правительства временно исполнял Мануэль Гарсия Прието, но новым главой Совета министров 14 ноября стал его оппонент бывший консерватор-«вильявердистас» Альваро де Фигероа и Торрес, граф Романонес, находившийся на этом посту до октября 1913 года. Борьба между их сторонниками расколола партию. Проиграв, Гарсия Прието со своими приверженцами создаёт Либерально-демократическую партию. В 1914 году либералы ожидаемо проиграли выборы.
9 декабря 1915 года граф Романонес во второй раз возглавил кабинет министров. В выборах 1916 года либералы и либеральные демократы участвовали единым списком, который возглавлял Альваро де Фигероа и Торрес, сумев получить почти 57 % мест в Конгрессе депутатов. Будучи франкофилом, граф Романонес во внешней политике ориентировался на Антанту, в том числе апеллируя к случаям торпедирования испанских судов германскими подводными лодками. Неспособность либерального кабинета решить внутренние социальные проблемы и нападки прогермански настроенной консервативной прессы, вынудили в конце концов графа Романонес уйти в отставку 19 апреля 1917 года.
3 ноября 1917 года было сформировано коалиционное правительство Мануэля Гарсии Прието, в которое помимо либералов и либдемов также вошли консерваторы («мауристас» и «сьервистас») и Регионалистская лига.
На выборы 1918 года либералы вновь раскололись. В выборах приняли участие либералы-«романонистас», либеральные демократы Гарсии Прието, левые либералы Сантьяго Альбы и аграрные либералы Рафаэля Гассета, а также группа независимых либералов. При этом Либеральная партия графа Романонес впервые в истории заняла лишь третье место по количеству избранных депутатов, пропустив вперёд консерваторов Эдуардо Дато и либдемов Гарсии Прието. В то же время либералам удалось в сумме получить в Конгрессе депутатов 174 места из 409. Всеобщая забастовка 1917 года и революция в России привели к тому, что король Альфонсо XIII в марте 1918 года предложил консерватору Антонио Маура сформировать «кабинет национальной концентрации», в который вошли, в том числе либералы. В частности, граф Романонес получил пост министра юстиции, позднее он был назначен министром иностранных дел.
9 ноября 1918 года кабинет министров вновь возглавил Гарсия Прието, включив в него либдемов, либералов-«романонистас» и левых либералов. Третье правительство Гарсии Прието продержалось всего 26 дней и уже 5 декабря Альваро де Фигероа сформировал новый Совет министров из своих сторонников. В январе 1919 года правительство приостановлои конституционные гарантии, возобновив их 15 апреля. В июне 1919 года состоялись новые выборы, в которых либералы участвовали уже шестью списками: либеральные демократы, либералы-«романонистас», левые либералы, Национальный монархический союз, аграрные либералы и либералы-«нисетистас», не считая отдельных независимых либералов. В сумме либералы получили 140 мндатов, уступив первенство консерваторам, при этом Либеральная партия графа Романонес заняла всего лишь четвёртое место.
На выборах 1920 года либералы в общей сложности 119 мандатов, в том числе 29 завоевали либералы-«романонистас».
7 декабря 1922 года либералы смогли вернуться к власти, после того как правительство возглавил Мануэль Гарсия Прието. В выборах 1923 года Либеральная партия впервые за последние 5 лет смогла выставить единый список, к которому также присоединилась Реформистская партия. Коалиция либералов и реформистов получила в общей сложности 222 места из 409 в нижней палате испанского парламента. Это позволило либералам контролировать правительство вплоть до установления диктатуры генерала Примо де Ривера 13 сентября 1923 года.

### Последние годы
После переворота Примо де Риверы Либеральная партия была вынуждена практически полностью свернуть политическую деятельность до 1931 года.
18 февраля 1931 года граф Романонес вошёл в последнее монархическое правительство адмирала Аснара-Кабаньяса, заняв в нём пост министра иностранных дел. Растеряв за время диктатуры Примо де Риверы сторонников и влияние, Либеральная партия фактически прекратила своё существование после 1931 года.

## Лидеры
- 1876—1902 — Пракседес Матео Сагаста
- 1902—1905 — Эухенио Монтеро Риос
- 1905—1910 — Сехисмундо Морет-и-Прендергаст
- 1910—1912 — Хосе Каналехас Мендес
- 1912—1913 — Сехисмундо Морет-и-Прендергаст
- 1913—1918 — Альваро де Фигероа и Торрес, граф Романонес
- 1918—1923 — Мануэль Гарсия Прието и граф Романонес
- 1923—1930 — во время диктатуры Мигеля Примо де Риверы партия не действовала
- 1931 — Альваро де Фигероа-и-Торрес

## Результаты на выборах
| Выборы                    | Мандаты    | +/-   | Лидер списка                                             | Примечания |
| ------------------------- | ---------- | ----- | -------------------------------------------------------- | --- |
| Парламентские выборы 1881 | 290 из 392 | ▲ 234 | Пракседес Матео Сагаста                                  | |
| Парламентские выборы 1884 | 38 из 393  | ▼ 262 | Пракседес Матео Сагаста                                  | |
| Парламентские выборы 1886 | 268 из 395 | ▲ 230 | Пракседес Матео Сагаста                                  | |
| Парламентские выборы 1891 | 96 из 401  | ▼ 172 | Пракседес Матео Сагаста                                  | |
| Парламентские выборы 1893 | 257 из 401 | ▲ 161 | Пракседес Матео Сагаста                                  | |
| Парламентские выборы 1896 | 98 из 401  | ▼ 159 | Пракседес Матео Сагаста                                  | |
| Парламентские выборы 1898 | 272 из 401 | ▲ 174 | Пракседес Матео Сагаста                                  | |
| Парламентские выборы 1899 | 102 из 402 | ▼170  | Пракседес Матео Сагаста                                  | Отдельно выступали либералы-«хамасистас» (28 мест) |
| Парламентские выборы 1901 | 245 из 402 | ▲ 143 | Пракседес Матео Сагаста                                  | Отдельно выступали либералы-«хамасистас» (13 мест) |
| Парламентские выборы 1903 | 104 из 403 | ▼ 141 | Эухенио Монтеро Риос                                     | Отдельно выступали демократы-монархисты (9 мест) |
| Парламентские выборы 1905 | 227 из 404 | ▲ 114 | Эухенио Монтеро Риос                                     | Коалиция либералов и демократов-монархистов |
| Парламентские выборы 1907 | 73 из 404  | ▼ 154 | Сехисмундо Морет-и-Прендергаст                           | Отдельно выступали демократы-монархисты (9 мест) |
| Парламентские выборы 1910 | 215 из 404 | ▲ 133 | Хосе Каналехас                                           | |
| Парламентские выборы 1914 | 122 из 408 | ▼ 93  | Граф Романонес                                           | Считая депутатов от Либерально-демократической партии (38 мест) |
| Парламентские выборы 1916 | 233 из 409 | ▲ 111 | Граф Романонес                                           | Коалиция либералов и либеральных демократов |
| Парламентские выборы 1918 | 174 из 409 | ▼ 59  | Мануэль Гарсия Прието Граф Романонес                     | Считая депутатов от либдемов (92), «романонистас» (43), левых либералов (29), «гассетистас» (7) и независимых (3)                                                                                                 |
| Парламентские выборы 1919 | 140 из 409 | ▼ 34  | Мануэль Гарсия Прието Граф Романонес                     | Считая депутатов от либдемов (52), «романонистас» (40), левых либералов (30), национал-монархистов (6), «гассетистас» (5), «нисетистас» (4) и независимых (3)                                                     |
| Парламентские выборы 1920 | 119 из 437 | ▼ 21  | Мануэль Гарсия Прието Граф Романонес                     | Считая депутатов от либдемов (45), «романонистас» (29), левых либералов (28), национал-монархистов (5), «гассетистас» (5) и «нисетистас» (4)                                                                      |
| Парламентские выборы 1923 | 222 из 437 | ▲ 103 | Мануэль Гарсия Прието Граф Романонес Мелькиадес Альварес | Коалиция либералов (либдемы — 87, «романонистас» — 50, левые либералы — 46, «гассетистас» — 10, «нисетистас» — 6, независимые либералы — 4) и реформистов (Реформистская партия — 18, независимые реформисты — 1) |